# Pierre-Olivier Ruchenstain
Pierre-Olivier Ruchenstain, né le 27 janvier 1981 à Clamart (Hauts-de-Seine), est un dirigeant français, avocat spécialiste du droit des entreprises et membre du CESE (Conseil économique, social et environnemental) depuis avril 2021. Directeur général exécutif de la FEPEM (Fédération des particuliers employeurs de France) depuis septembre 2019, il a exercé auparavant des fonctions de dirigeant au sein d’organisations consulaires puis patronales : la Chambre de métiers et de l’artisanat de la Seine-Maritime, l’UNEC (Union nationale des entreprises de coiffure) et l’ANEM (Association nationale des employeurs de la mutualité).

## Biographie

### Formation
Il effectue ses études de droit à l’Université Panthéon Assas. Titulaire d’un Master en droit processuel (Paris I) et d’un Master en sociologie du droit (Paris II), il est également diplômé de Sciences Po Paris (2006) et titulaire du CAPA (2008).

### Parcours professionnel
Pierre-Olivier Ruchenstain a commencé sa carrière comme avocat au Barreau de Paris (2008-2010) spécialisé en droit de l’entreprise : droit social, droit des sociétés, droit des contrats, droit des baux, droit des associations.
En 2010, Pierre-Olivier Ruchenstain est lauréat du concours national ouvrant l’accès à la fonction de secrétaire général d’un établissement du réseau des chambres de métiers et de l’artisanat. Dominique Moulard, alors président intérimaire, le nomme pour prendre la direction de la Chambre de métiers et de l’artisanat de la Seine-Maritime en qualité de secrétaire général et Directeur des services. À 29 ans, il devient le plus jeune secrétaire général d’un organisme consulaire en France et procède au redressement de la Chambre. En effet, il prend ses fonctions dans un contexte où la Chambre traverse depuis quelques années un contexte de grave crise institutionnelle liée à la révocation de l’ancien président par le préfet. À cette situation, s’ajoutent un déficit important et de nombreuses irrégularités pointées par la Chambre régionale des comptes ou encore l’impasse du projet de reconstruction du CFA (centre de formation des apprentis) des métiers de Rouen depuis plusieurs années.
Les élections consulaires légitiment Dominique Moulard en qualité de président, quelques mois après la nomination de Pierre-Olivier Ruchenstain, mettant ainsi un terme à la période de la présidence intérimaire. Dominique Moulard et Pierre-Olivier Ruchenstain forment alors un duo qui entreprend une stratégie de fond gagnante dans le redressement de la Chambre de métiers de la Seine-Maritime, et dont le succès permet la construction du CFA Simone Veil à la Grand’Mare de Rouen.
Sous la direction de Pierre-Olivier Ruchenstain, la Chambre s’ouvre vers l'extérieur avec, entre autres, le lancement de nombreux partenariats internationaux visant à promouvoir l’excellence française à l’étranger, en particulier aux États-Unis. Il œuvre avec succès au rapprochement des chambres consulaires et installe au sein de la CCI du Havre l’antenne de la Chambre de métiers dans un souci d’efficience à l’égard des chefs d’entreprise. 
En 2014, Pierre-Olivier Ruchenstain prend la direction générale de la FNC (Fédération Nationale de la Coiffure), principale organisation professionnelle des chefs d’entreprise de la coiffure, au côté du président Pierre Martin et de son successeur Bernard Stalter. Pendant la période de direction générale de Pierre-Olivier Ruchenstain, à la faveur d’une réforme aussi bien statuaire que stratégique, la FNC devient l’UNEC avec pour ambition de construire un mouvement fédérateur,. 
Des conflits d’ordre politique ne permettent pas l’aboutissement de la fusion avec l’autre syndicat du secteur, le CNEC.
Dans ses fonctions, Pierre-Olivier Ruchenstain a notamment relancé le dialogue social dans la branche et le repositionnement de la fédération.
Concomitamment à son poste de directeur général de l’UNEC, il occupe également les fonctions de directeur général de l’ensemble des entités et filiales dépendantes de l’UNEC. Il réorganise alors profondément le groupe. Ainsi, il participe au redressement et au succès de l’entité événementielle du secteur, le MCB (Mondial Coiffure Beauté) en procédant à la recomposition de son actionnariat (le MCB devient le MCB by Beauté Sélection), et en réorientant la stratégie de ce salon professionnel accueillant chaque année plus de 50 000 visiteurs à la Porte de Versailles,.
En outre, en qualité de directeur de l’entité de formation initiale, l’AFC, regroupant 3 lycées professionnels et 3 CFA à Lille, Paris, Toulouse et formant jusqu’à 2000 jeunes par an, il procède à la cession des activités aux chambres de métiers du Nord et de la Seine-Saint-Denis, alors respectivement présidées par Alain Griset et par Patrick Toulmet, permettant ainsi au secteur de pérenniser ses outils de formation initiale.
En mai 2016, Pierre-Olivier Ruchenstain prend la tête de l’UGEM (Union des Groupements des Employeurs Mutualistes) et procède à sa mutation pour devenir l’Association nationale des employeurs de la mutualité (ANEM). Cette transformation consiste à réformer la gouvernance de l’organisation avec pour objectif de mieux coordonner la stratégie des employeurs de la Mutualité et celle du mouvement de la Mutualité, dans un contexte global de grande concentration des mutuelles.
En septembre 2019, il rejoint la Fédération des particuliers employeurs de France (FEPEM) en tant que Directeur général, sous la présidence de Marie Béatrice Levaux. Il est l’un des artisans et négociateurs de la nouvelle Convention Collective de l’emploi à domicile en vigueur depuis le 1er janvier 2022 et de l’avance immédiate du Crédit d’impôt.
En mai 2021, il est désigné par la FEPEM membre du Conseil économique, social et environnemental (CESE) au sein du groupe Entreprises. Il est d'emblée nommé rapporteur de l’avis sur les métiers en tension, à la suite de la première saisine gouvernementale du CESE le 14 septembre 2021 par le premier ministre Jean Castex.
L’avis est adopté le 12 janvier 2022 à une très large majorité (137 voix pour, 7 voix contre et 28 abstentions) et formule vingt préconisations structurantes pour répondre à la complexe problématique multifactorielle des tensions observées sur le marché du travail en matière de recrutement ,,,.
La première préconisation met en avant l’idée d’augmenter le pouvoir d’achat des salariés par voie d’accord au niveau des branches professionnelles, en y assortissant un système de défiscalisation (pas d’intégration dans l’impôt sur le revenu des salariés) et de « désocialisation » (sans charges sociales). Sont visés les paniers-repas, les complémentaires et sur-complémentaires santé pour réduire les restes à charge des salariés, les chèques pour gardes d’enfants ou encore des chèques logement. L’idée est de mutualiser les efforts des employeurs par le biais de cotisations pour ne pas obérer leurs marges de manœuvre ou modèle économique tout en apportant des solutions concrètes au bénéfice des salariés. Les groupements d’employeurs sont également encouragés à trouver des solutions concrètes, sur les territoires, pour améliorer la qualité de l’emploi et le cas échéant, à constituer des temps pleins pour les salariés.
Un important volant de préconisations porte sur la conciliation des temps de vie – personnel et professionnel – qui est l’une des réponses clefs à la problématique des tensions sur le marché du travail. L’avis soutient fortement le crédit d’impôt pour les particuliers employeurs, ainsi que l’universalité en matière de politique de la petite enfance. Ceci signifie la réduction uniforme des restes à charge pour la garde d’enfant, quel que soit le mode de garde, individuel (par une assistante maternelle ou une garde d’enfant à domicile) ou collectif (crèche).
L’avis insiste également sur les solutions à apporter en matière de logement et de mobilité. Outre un rappel sur la nécessité de monter en charge dans le cadre des plans mobilités des entreprises, des tentatives de solutions sont suggérées en matière de logement de fonction au bénéfice des fonctionnaires dont les métiers ne sont pas télétravaillables et devant assurer une continuité du service public (hôpital, force de l’ordre, petite enfance…).
Par ailleurs, s’appuyant sur un précédent avis « l’orientation des jeunes » du CESE, l’avis s’attache à rappeler la nécessité de renforcer l’accès à l’information des jeunes dans le cadre de leur orientation, notamment par le biais des « parcours Avenir » .
Enfin, l’avis préconise de mieux intégrer les primo-arrivants et population immigrée dans l’emploi par la reconnaissance des qualifications acquises et par une démarche des branches inclusive et responsable, par exemple dans le cadre de certifications en langue française. 
À cela s’ajoute un ensemble de recommandations méthodologiques, dans le souci de rétablir les leviers d’un État stratège, par exemple en affinant la statistique publique grâce à une meilleure coopération avec les observatoires des secteurs économiques (observatoires des branches professionnelles) sur la définition des métiers et leur nomenclature.

### Engagement associatif
Entre 2018 et 2021, Pierre-Olivier Ruchenstain est administrateur bénévole de l'association ACINA (Accueil Coopération Insertion pour les Nouveaux Arrivants) dont il reste adhérent, et qui a pour mission l’accompagnement socioprofessionnel des nouveaux arrivants (réfugiés, migrants…) en situation de grande précarité en France.
En 2023, il est signataire de la pétition « pour un débat apaisé » portée par l’association « Pour une Convention Citoyenne sur la migration ». Animée par un collectif de citoyens, de chercheurs, de personnalités et d’associations, cette initiative appelle le Gouvernement à l’organiser une convention citoyenne au Conseil Économique, Social et environnemental.